# Raül Blanco Díaz
Raül Blanco Díaz (Barcelona, 1975) es un economista español experto en política económica industrial, conocido por haber sido presidente de la empresa pública estatal Renfe-Operadora entre 2023 y 2025.

## Trayectoria profesional
Nació en Barcelona (Cataluña) en 1975 con familia proveniente de Alconchel (Badajoz).Es hijo de un obrero industrial.
Entre 1995 y 1999 estudió la licenciatura de Ciencias Económicas en la Universidad de Barcelona y entre 2000 y 2001 un postgrado en desarrollo Regional y Local la misma universidad. También tiene un Postgrado en Inglés Financiero en la Universidad Pompeu Fabra – British Council. De 2004 a 2015 fue profesor de economía aplicada de la Universidad de Barcelona. También trabajó como docente en el Centro de Estudios Internacionales de la UB y en la Universidad Rovira i Virgili.
De 1999 a 2017 concadenó diversos cargos menores relacionados con la economía y la industria en la Generalidad de Cataluña. De 2017 a 2018 fue director de Servicios de Desarrollo Económico y Empleo del Ayuntamiento de Hospitalet de Llobregat. Fue también secretario de industria del Partido de los Socialistas de Cataluña.
En junio de 2018, con la constitución del primer Gobierno de Pedro Sánchez, fue nombrado Secretario General de Industria y de la Pequeña y Mediana Empresa, un cargo intermedio del Ministerio de Industria, siendo ministra Reyes Maroto. Destacó por la tramitación de los fondos del Plan de Recuperación Transformación y Resiliencia a través del programa PERTE. El 28 de diciembre de 2022 fue cesado de este cargo. Le sustituyó Francisco Blanco. Al poco fue nombrado director general de la Escuela de Organización Industrial (EOI). Estuvo en el cargo menos de dos meses.
Fue nombrado presidente de la empresa pública estatal Renfe Operadora en la reunión del Consejo de Ministros del 21 de febrero de 2023, por iniciativa de la ministra de Transportes, Raquel Sánchez. Su nombramiento fue posterior a la dimisión de Isaías Táboas por el fiasco ferroviario de 2023. Blanco Díaz accedió al cargo al día siguiente, siendo el vigesimoquinto presidente de Renfe (si incluimos a RENFE). El 7 de enero de 2025, Blanco Díaz anunció su dimisión como presidente, que se hizo efectiva el 14 de enero, con la intención de desempeñarse en empresas del sector privado. Durante su breve periodo como presidente de Renfe se puso en circulación la serie 106 de Renfe y se expandió la internacionalización de la compañía por Europa. También se redujo el déficit de la compañía pública.Le sustituyó Álvaro Fernández Heredia.
El 13 de febrero de 2025 se hizo público su nombramiento como director ejecutivo de estrategia de SAPA.